# Agostino Timoleone di Cossé-Brissac
Agostino Timoleone di Cossé-Brissac, duca di Brissac (Parigi, 13 gennaio 1775 – Parigi, 8 aprile 1848), è stato un politico francese dell'epoca napoleonica, nonché Barone di Cossé-Brissac e dell'Impero, conte di Cossé-Brissac e dell'Impero e Pari di Francia.

## Biografia
Figlio del duca di Cossé, senatore del Primo impero francese, Agostino Timoleonte entrò come volontario nella Guardia costituzionale del re Luigi XVI. Fu imprigionato, come suo padre, con un decreto nel 1793, ma venne rilasciato poco dopo e si arruolò nell'esercito della Repubblica, che fu riformato il 1º febbraio 1796.
Un mese dopo entrò in possesso del castello di Brissac, ereditato dal prozio. Il castello era stato rovinato dalla guerra ed era in condizioni fatiscenti. Il nuovo proprietario lo ristrutturò e lo rimodernò, lo trasformò nella sua casa, si stabilì nel paesino di Brissac-Quincé e si occupò della politica del cantone di Thouarcé, dove divenne consigliere generale nel 1802. Fu inoltre presidente del Consiglio generale del Maine e Loira.
Nel 1807 presiedette il collegio elettorale dello stesso dipartimento.
L'imperatore Napoleone Bonaparte lo chiamò, il 13 aprile 1809, alla prefettura di Marengo, dove si stabilì ad Alessandria; lo nominò barone il 9 settembre 1810 e conte dell'Impero il 20 febbraio 1812, oltre che cavaliere della Legion d'Onore.
Passò quindi alla prefettura della Costa d'Oro il 1º maggio 1812 e ne lasciò l'amministrazione alla caduta dell'Impero per poi prendere parte alla Restaurazione ed entrare nella Camera dei Pari di Francia il 4 giugno 1814.
Intervenne più volte nei dibattiti parlamentari e fu membro di numerose commissioni, comprese quelle incaricate dell'organizzazione comunale, delle strade e dei ponti e della liquidazione degli emigranti. Stilò per quattro anni di seguito la relazione della Legge della Finanza.
Durante il processo di Michel Ney il duca di Brissac votò per la sua morte.
Successivamente promosso ufficiale e comandante della Legion d'Onore, ricevette il "nastro azzurro" durante l'incoronazione di Carlo X, che in seguito gli conferì il titolo di ministro di Stato.
Egli appoggiò la monarchia di Luglio e continuò a sedere nella Camera alta fino alla sua morte.
Nel 1830 fondò a Brissac una fabbrica di mattoni. Nel 1813 fece costruire il parco del castello, dove fece erigere il mausoleo dei duchi di Brissac, su ispirazione del tempio di Teseo ad Atene.